# Орд (монета)

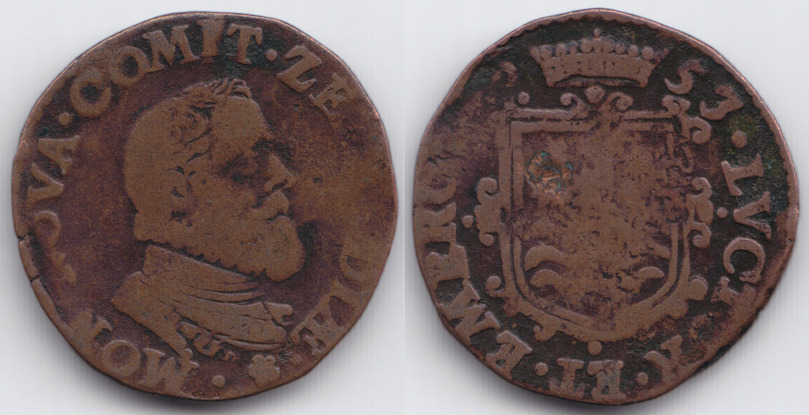
Орд, 1653, Зеландия. Медь, диаметр 24.5 мм, вес 4.1 г. На аверсе портрет принца Морица Оранского.

Орд (нидерл. Oortje, Oord) — название медной разменной монеты Республики Соединённых провинций Нидерландов, Испанских и Австрийских Нидерландов чеканившейся в XVI—XVII веках. Орд равнялся 2 дуитам и составлял 1/4 стювера или 1/80 голландского гульдена. Монеты чеканились из меди. При диаметре 22—26 мм, их вес, в разное время и в разных провинциях, довольно сильно колебался от 3,5 до 6,5 г, но в целом был близок к весу двух медных дуитов.

## История чеканки

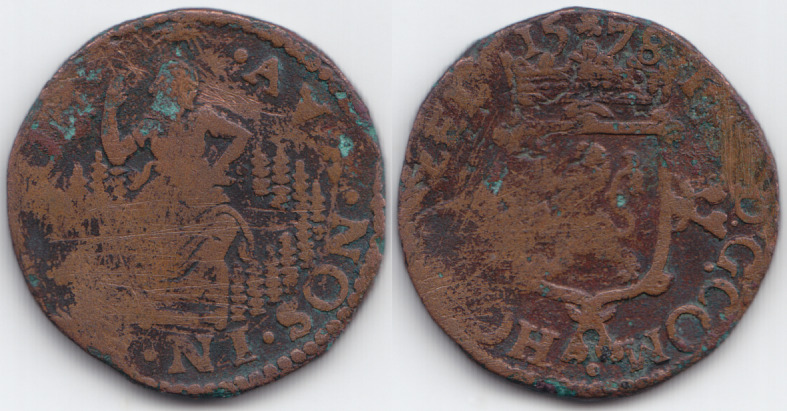
Орд, 1578, Голландия. Медь, диаметр 23.5 мм, вес 6.33 г. На аверсе изображение Голландской девы.

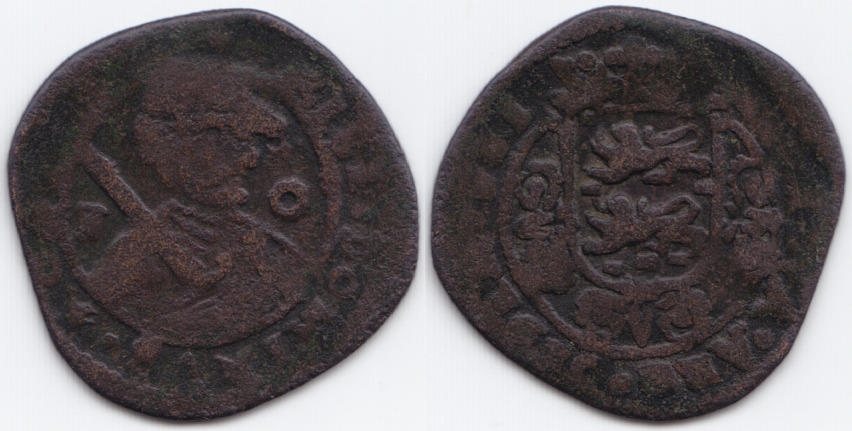
Орд, 1644—1649, Фрисландия. Медь, размер 25×26.9 мм, вес 3.34 г. На аверсе воин (бюргер) с мечом.

Впервые монеты с таким названием и номиналом были отчеканены в голландском городе Делфт в 1531 году. Происхождение названия не совсем ясно. Вероятно оно произошло от немецкого слова Ort (четвертая часть) или было скопировано с серебряной немецкой монеты орт, чеканившейся примерно в то же время. Сфера их применения и район распространения были ограничены, так что эти монеты вполне можно назвать токенами. В 1543 и 1559 годах было отчеканено ещё две партии ордов с изменённым дизайном.
Во времена Нидерландской революции практически все провинции республики стали чеканить монеты достоинством в два дуита. Голландия с 1573 года, Утрехт с 1578, Зеландия — 1580, Гелдерланд — 1604, Фрисландия — 1606, Оверэйсел — 1607. Название «орд» прочно закрепилось за этими монетами. На реверсе обычно изображали герб провинции, на аверсе — портрет принца Морица Оранского, бюргера или воина с мечом, либо аллегорию свободы и независимости — деву сидящую в саду и указывающую рукой на солнце. На некоторых, самых ранних ордах, был изображен король Испании Филипп II с указанием его титулов. Орды чеканили ручным способом, поэтому их вес, размер и форма часто были далеки от идеальных.
К середине XVII века, чеканка ордов в Республике Соедииненных Провинций постепенно прекращается. В 1671 году Голландия выпускает последние монеты этого типа.

## Орды на других территориях
Орды чеканили некоторые города и провинции Южных Нидерландов, оставшихся после революции под властью испанской короны. И если, например, Антверпен выпускал их эпизодически, то Фландрия, Брабант и Артуа чеканили почти на протяжении всего XVII века (Фландрия с 1583 по 1700 гг). Орд на этих территориях также назывался лиардом, на который был похож по размеру и весу.
После передачи испанских владений в Южных Нидерландах австрийским Габсбургам в 1713 году, название «орд» сохранилось за новыми лиардами, а после перехода Бельгии на десятичную систему в начале XIX века, этот термин стали употреблять для обозначения монеты в 2 сантима
В 1679 году, для колонии Нидерландская Гвиана были отчеканены монеты номиналом 1 орд.